# Autogreder

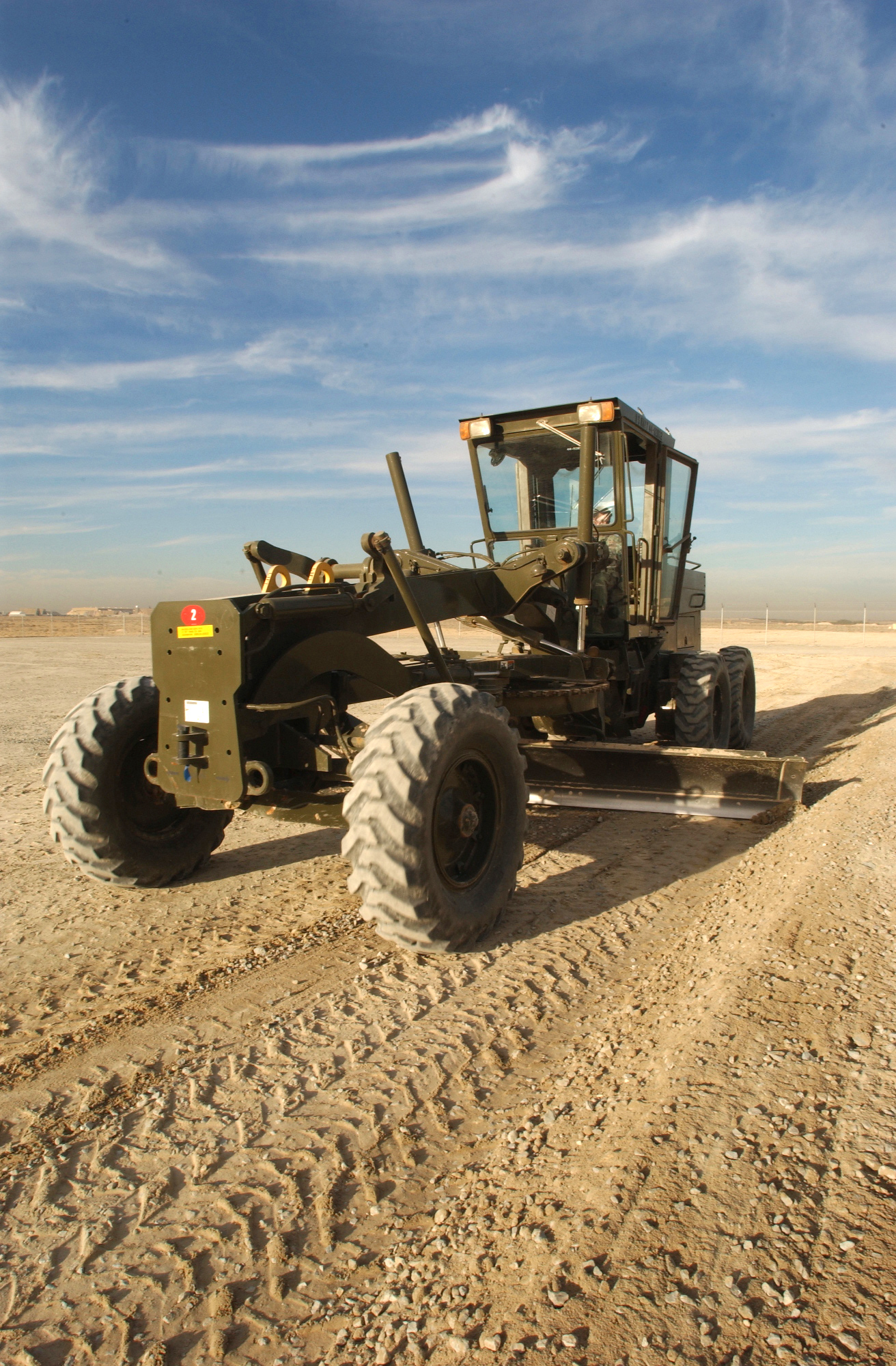
Autogreder utilizat de armata SUA

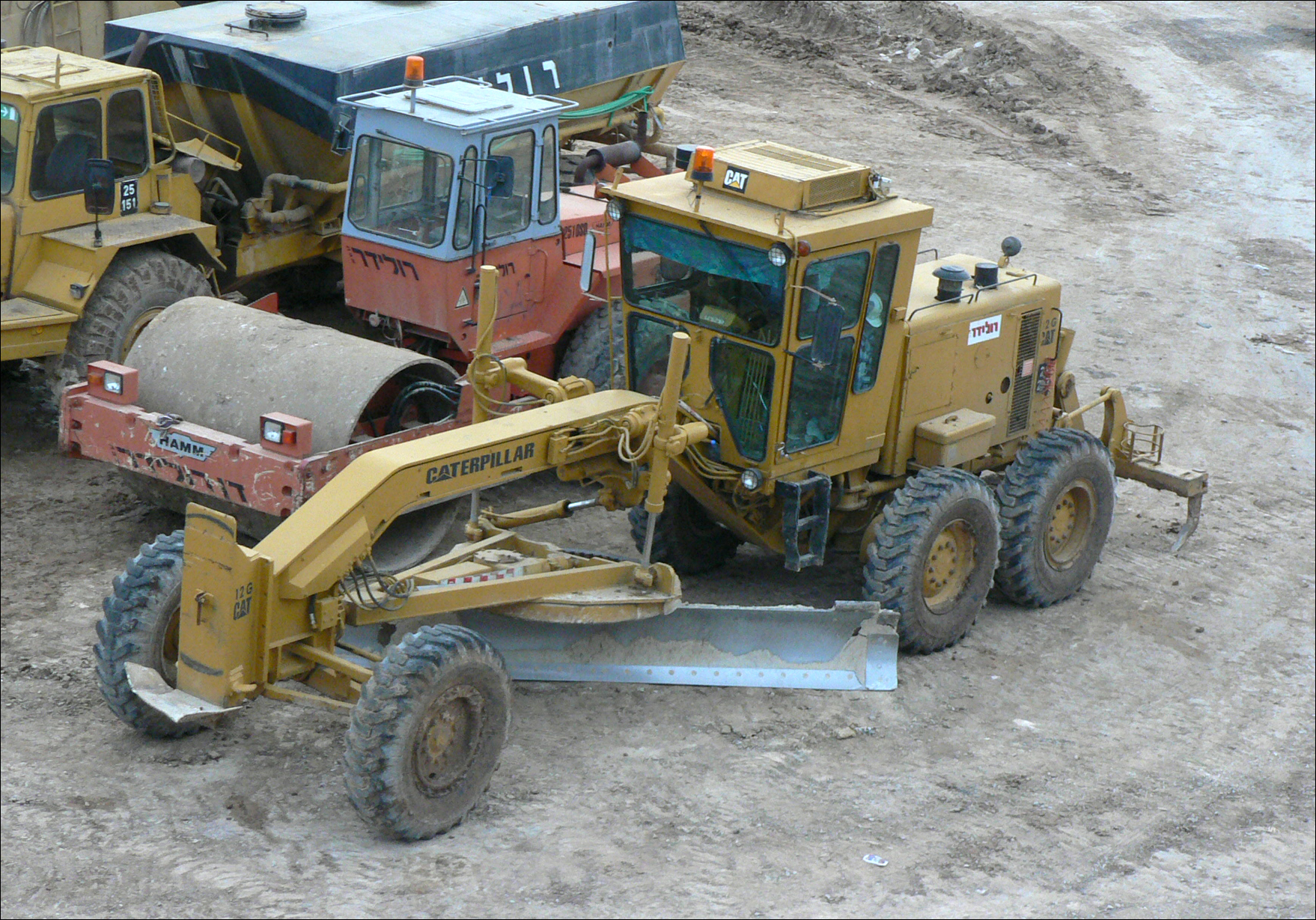
Autogreder CAT G12

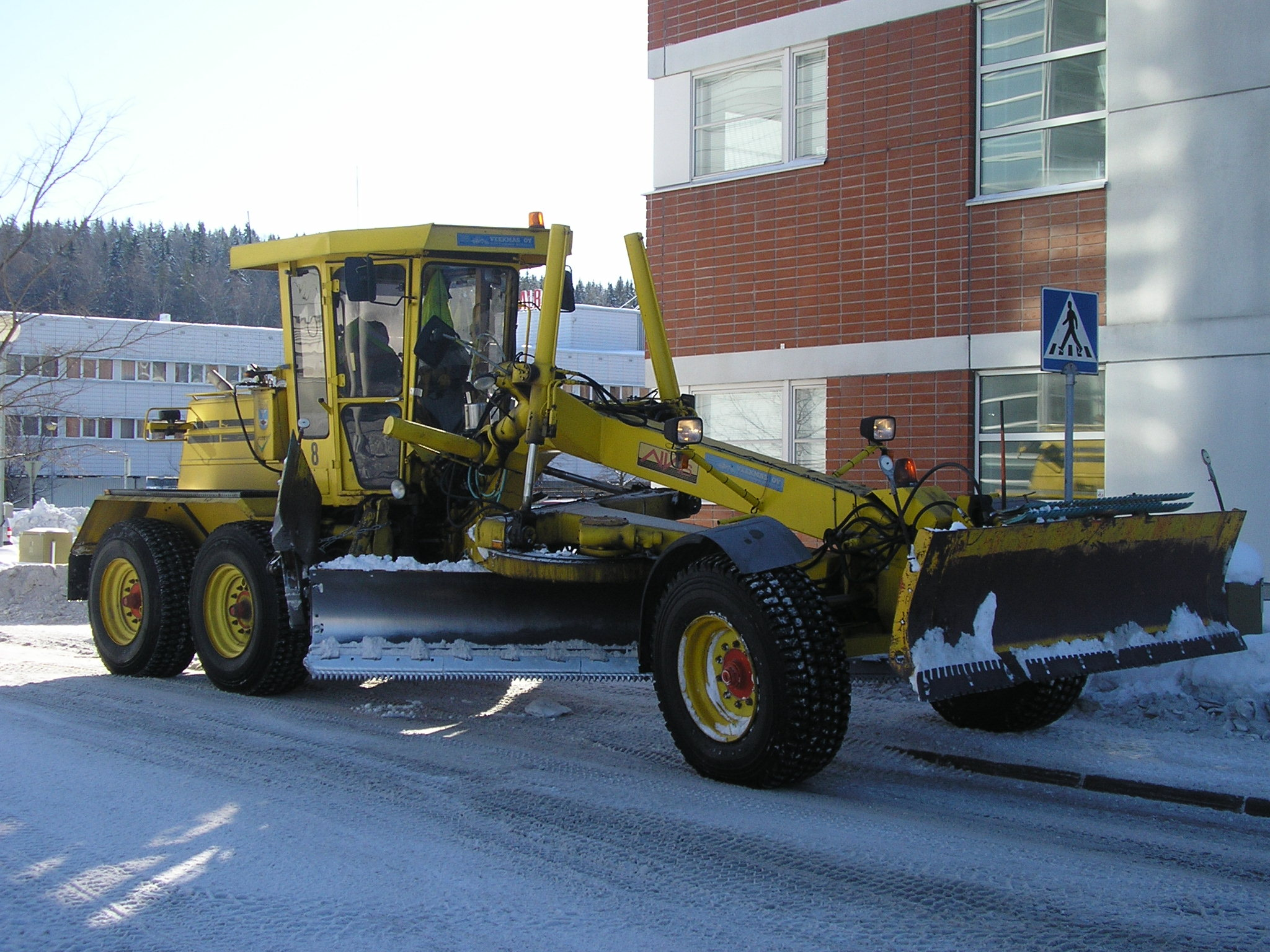
Autogreder modern cu două lame în Jyväskylä, Finlanda

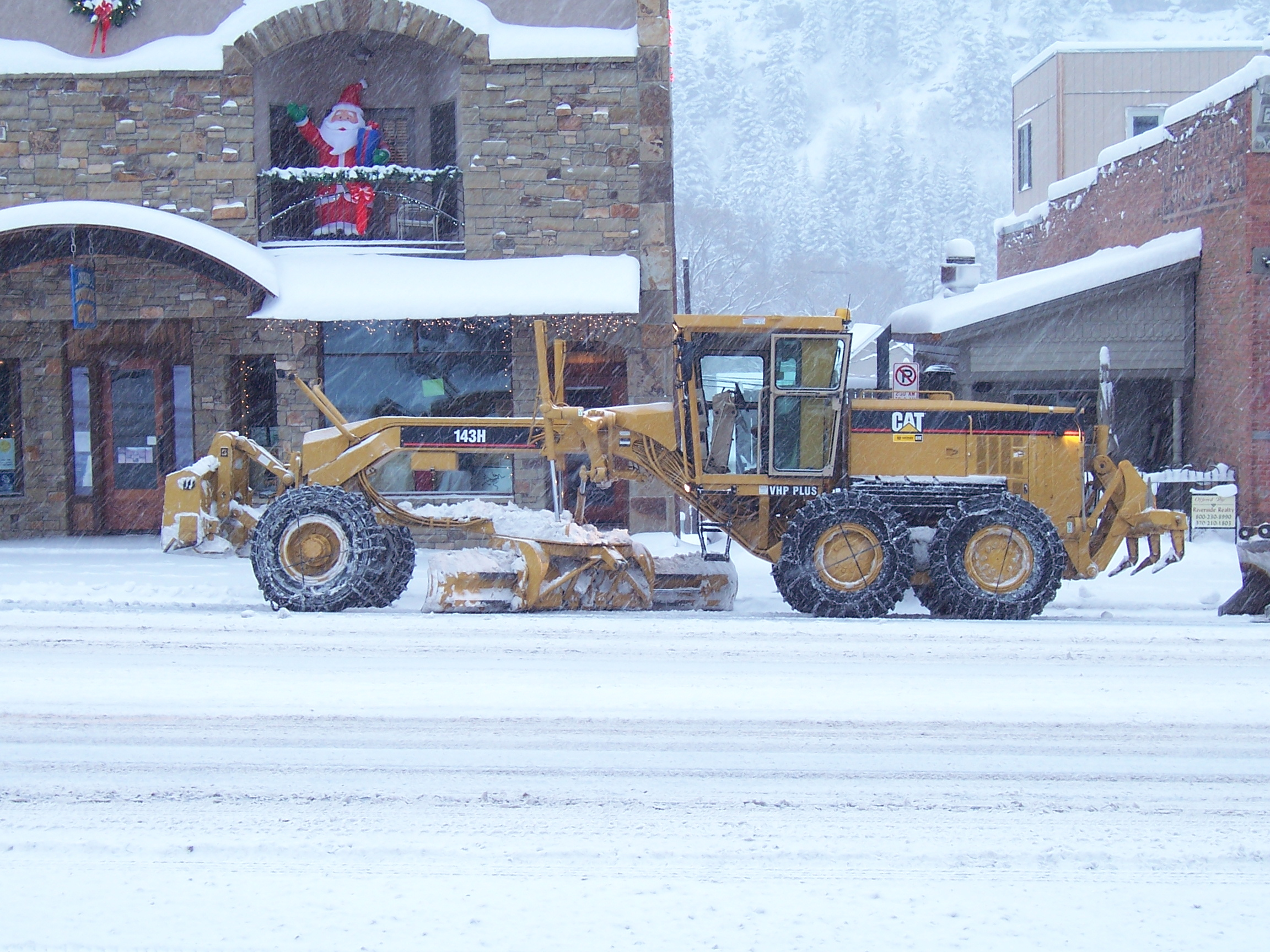
Autogreder CAT 143h folosit la deszăpezire

Autogrederul este un utilaj, de construcții folosit la lucrările de pământ pentru eliminarea stratului vegetal, formarea patului, profilarea și nivelarea drumului, executarea rambleurilor la terenuri plane prin săparea și deplasarea pământului din gropi de împrumut, formarea și finisarea taluzurilor la rambleuri și debleuri în terenuri fără obstacole. Se utilizează de asemenea la amestecarea pământurilor cu diferite materiale de adaos sau cu lianți, precum și la împrăștierea lor, la săparea șanțurilor de scurgere și scarificări ușoare. Autogrederele se mai folosesc la lucrări de întreținere a drumurilor și a șanțurilor și la înlăturarea zăpezii de pe căile rutiere.
Autogrederele elevatoare (ridicătoare) sunt folosite la săparea și deplasarea simultană a pământului pentru încărcarea în mijloace de transport sau pentru depunere în zonele unde este necesar.

## Descriere
Organul de lucru principal al autogrederului este lama centrală. Echipamentele auxiliare pot fi dinții de scarificare și lama frontală de buldozer. Lama centrală poate fi și echipament de taluzare sau de săpare a șanțurilor, prin schimbarea poziției de lucru. Acționarea autogrederelor se face cu motoare diesel prin sisteme de acționare mecanice sau hidraulice, de la care mișcarea se transmite la organele de lucru. Autogrederele sunt prevăzute cu două sau trei osii cu roți pe pneuri, din care una în față, cu roți de direcție și una sau două în spate cu roți motoare. La unele tipuri, roțile motoare din spate sunt orientabile, fiind și roți de direcție.

## Producători
- Case Corporation
- Caterpillar Inc.
- XCMG
- Deere & Company
- Galion Iron Works
- Komatsu Limited
- LiuGong Construction Machinery, LLC.
- Mitsubishi Heavy Industries
- New Holland Machine Company
- Sany
- Sinomach
- Volvo Construction Equipment